# 皮斯加山

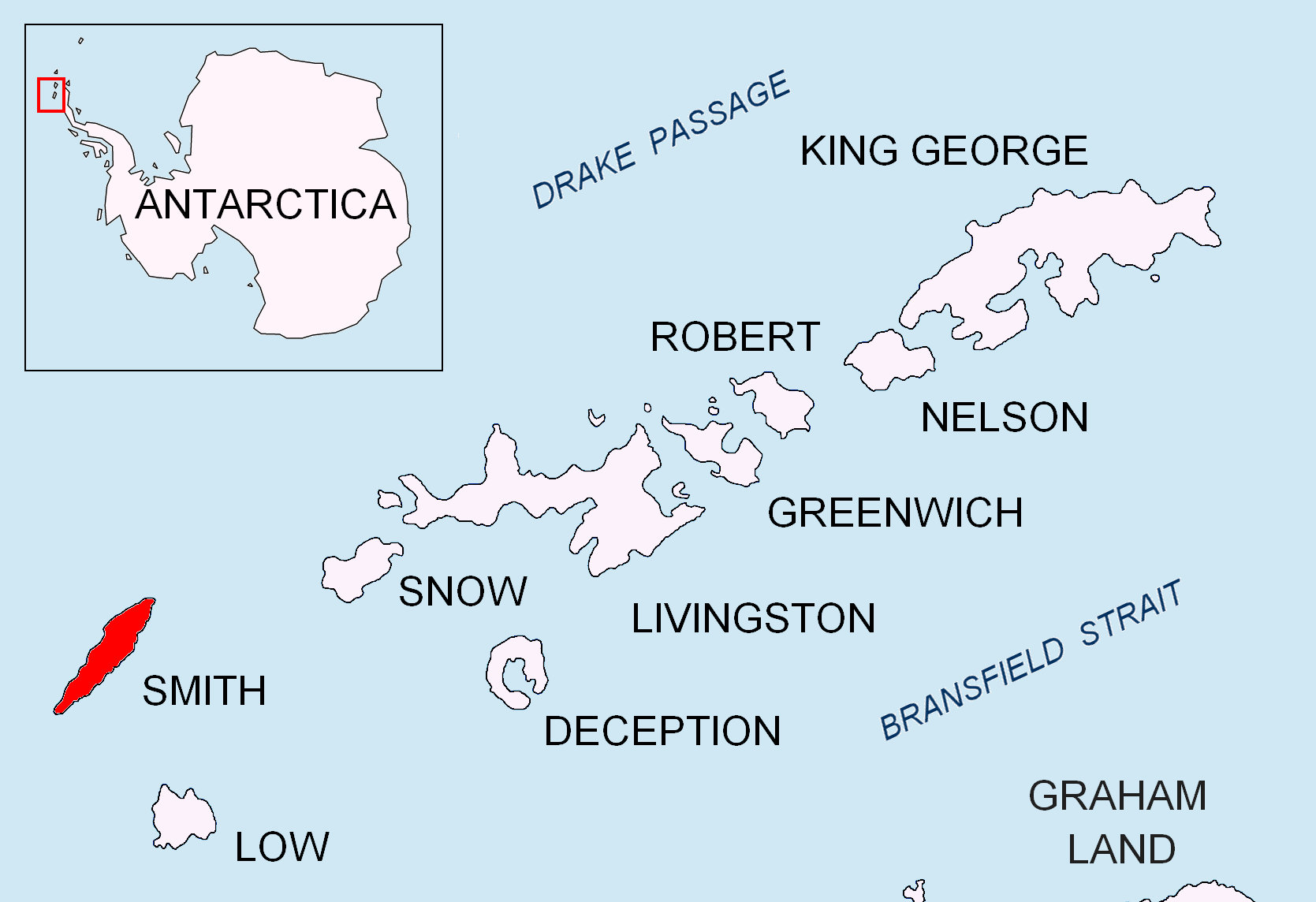

皮斯加山（英語：Mount Pisgah）是南極洲的山峰，位於南設得蘭群島的史密斯島，屬於伊梅昂山脈的一部分，處於德里諾夫峰東北面1.85公里、格利高里冰川東南面3.9公里、克里斯蒂山西南面4.74公里、梅澤克峰以西1.1公里。

## 外部連結
- SCAR Composite Antarctic Gazetteer（页面存档备份，存于）.

62°56′19.7″S 62°28′03″W / 62.938806°S 62.46750°W